# تاو وي
تاو وي (بالصينية: 陶伟) (11 يناير 1966 ببكين في الصين - 27 أغسطس 2012 بجينان في الصين) هو معلق رياضي ولاعب كرة قدم صيني في مركز الوسط. شارك مع منتخب الصين تحت 20 سنة لكرة القدم. أما مع النوادي، فقد لعب مع نادي بكين سينوبو غوان وSichuan First City F.C. ‏ وA.S. Dragon (football club) ‏.

## وصلات خارجية
- تاو وي على موقع قاعدة بيانات كرة القدم.إي يو (الإنجليزية)